# Sphiximorpha annulifemoralis
Sphiximorpha annulifemoralis är en tvåvingeart som beskrevs av Yang och Cheng 1998. Sphiximorpha annulifemoralis ingår i släktet savblomflugor, och familjen blomflugor. Inga underarter finns listade i Catalogue of Life.